# Lars Jansson (jazzmusiker)
Lars Jansson, född 25 februari 1951 i Örebro, är en svensk musiker, kompositör, arrangör, pianist och pedagog. Han växte upp i Örebro men bor nu i Ljungskile.
Efter studier på musikhögskolan i Göteborg och över trettiofem år som frilansmusiker är Lars Jansson etablerad och ansedd som kompositör, arrangör, pianist och pedagog. Lars Jansson har samarbetat med flera framstående musiker till exempel Jan Garbarek, Arild Andersen, Sinne Eeg, Radka Toneff, Steve Swallow, Lew Sollof, Bob Berg, Rune Gustafsson, Ulf Wakenius, Georg Riedel, Rigmor Gustafsson, Göran Fristorp.
Lars Jansson blev Danmarks första jazzprofessor i Aarhus 1998. Samma år nominerades Lars Jansson till det danska Danish Jazzpar prize. Lars Jansson fick Dansk Grammy för skivan Hope 2001. Lars Jansson Trio är en av de mest berömda jazzgrupperna i Skandinavien och Japan och har genomfört turnéer över stora delar av världen. Lars Jansson Trios långa samarbete har gett resulterat i utgivning av ett tiotal skivor. 

## Priser och utmärkelser
- 1990 – Jan Johansson-stipendiet
- 2001 – Dansk Grammy för albumet Hope
- 2005 – Jazzkatten, ”Musiker som förtjänar större uppmärksamhet/Grand Cru”
- 2022 – Kungliga Musikaliska Akademiens stora pris för jazz

## Diskografi
- 1991 – A Window Towards Being
- 1995 – Invisible Friends
- 1995 – Heart of the Matter, med Ove Ingemarsson
- 1997 – The Time We Have
- 1998 – One Poem One Painting
- 1999 – Hope
- 2001 – Giving Receiving
- 2001 – Ballads
- 2001 – At Ease, Live in Tokyo at Body & Soul
- 2002 – Witnessing
- 2005 – I Am That
- 2005 – New Blues, med Ove Ingemarsson
- 2007 – Worship of Self med Ensemble Midtvest
- 2009 – In Search of Lost Time
- 2012 – Koan
- 2013 – Equilibrium med Hans Ulrik
- 2013 – Everything I Love med Ove Ingemarsson
- 2015 – Facing The Wall
- 2016 – More Human
- 2017 – Green Moss Black Sand med Sigurður Flosason
- 2018 – Just This